# تکنولوژیست جراحی
تکنولوژیست جراحی (به انگلیسی: surgical technologist)، موسوم به فرد اسکراب یا فناوَر جراحی و نیز تکنولوژیست اتاق‌عمل فردی است که که در منطقه استریل و حفاظت شده بیمارستانی انجام وظیفه می‌کند.

رشته کارشناسی پیوسته اتاق عمل شاخه‌ای از علوم پزشکی است که طی این دوره دانشجویان با اصول جدید اتاق عمل و فناوری‌های نوین جراحی آشنا شده و مراقبت و کمک به ادارهٔ بیمار را قبل و حین و پس از عمل می‌آموزند.

دانش آموختگان این رشته، عضوی از تیم بهداشتی و درمانی خواهند بود که به‌عنوان بخشی از تیم جراحی برای کمک به اجرای یک عمل جراحی با نتایج مطلوب در بخش‌های اتاق عمل بیمارستان، بخش‌های مداخله تشخیصی-درمانی و مراکز مراقبتی سیار، ایفای نقش می‌نمایند.

این رشته در سراسر دنیا به دو صورت ارائه می‌شود:حالت نخست، دانش آموختگان رشتهٔ کارشناسی پرستاری در یک دوره دو ساله برای ورود به اتاق عمل آموزش می‌بینند.
حالت دوم: دانشجویان در مقطع کاردانی، آموزش‌های عمومی اتاق عمل را طی می‌کنند و برای ایفای نقش خود به عنوان فرد سیار و اسکراب، آماده شده و سپس طی دوره دیگر آموزشی برای ایفای نقش به عنوان کمک اول جراح آماده می‌شوند.

## تاریخچه رشته اتاق عمل
در سال ۱۹۰۱ فردی به نام مارتا لوسی از بوستون وظایف کارشناسان اتاق عمل را توصیف و به گفتار وی، کارشناسان اتاق عمل باید با فراگیری اصول ضدعفونی در محیط استریل، در مراقبت از وسایل جراحی دقت زیادی را به کار برند.

### درایالات متحده آمریکا
نقش اتاق عمل در نبرد جنگ جهانی اول و جنگ جهانی دوم زمانی آغاز گردید که نیروی زمینی ایالات متحده آمریکا از پزشکان به عنوان کمک اول جراح در اتاق عمل استفاده نمود. همزمان از پزشک‌یاران در کشتی‌های جنگی نیروی دریایی ایالات متحده آمریکااستفاده می‌شد. کارشناسان اجازه حضور در این کشتی‌ها به عنوان دستیار جراح را نداشتند و این منجر به پیدایش حرفه‌ای جدید در ارتش آمریکا بنام تکنولوژیست اتاق عمل گردید.
- در سال ۱۹۵۷ انجمن کارشناسان اتاق عمل به صورت تشکیلات مستقل بین‌المللی، درآمد و سرآغازی بود برای پیشرفت آتی کارشناسان اتاق عمل به عنوان افرادی متخصص در جراحی که همگام با توسعه انجمن اتاق عمل در سطوح جهانی، به این هدف، آرمانی تازه بخشیده شد.[۴]

### در ایران
رشته اتاق عمل در ایران در مقطع کاردانی بین سال‌های ۱۳۶۶ تا ۱۳۸۰ و درمقطع کارشناسی پیوسته و ناپیوسته از سال ۱۳۸۷ در دانشکده‌های مختلف سطح کشور راه‌اندازی گردیده‌است. لازم است ذکر شود که رشته کارشناسی ارشد اتاق عمل نیز چند سالی است که در ایران و در چند دانشگاه کشور با ظرفیت پذیرش محدود شروع به گرفتن و تربیت دانشجو کرده‌است.

## رسالترشته اتاق عمل
رسالت آموزش رشته اتاق عمل در مقطع کارشناسی، تربیت نیروی انسانی آگاه، متعهد و کارآمد است که با کسب توانائی‌های حرفه‌ای در اتاق عمل و بهره‌مندی از دانش و تکنولوژی روز خدمات مورد نیاز مراقبتی و آموزشی مقرون به صرفه را در بالاترین سطح استاندارد ارائه دهند. با تربیت این نیروها مراقبت مطلوب و اثر بخش از بیماران در مراحل قبل، حین و بعد از عمل به خصوص در جراحی‌های تخصصی و انواع اسکوپی‌ها، کنترل و پیشگیری از عفونت‌های بیمارستانی، ایجاد شرایط مناسب روحی برای بیماران و نگهداری مناسب از دستگاه‌ها و تجهیزات پزشکی مقدور خواهد بود.
تربیت دانش آموختگانی که بتوانند در ابعاد مراقبتی، آموزشی و درمانی به منظور کمک به متخصصین جراحی و با مسئولیت آنان در امور جراحی، انجام وظیفه نمایند و بخشی از عمل را به دست بگیرند.
- دانش‌آموخته باید بتواند مهارت استریل در مراقبت از بیمار و ابزارآلات را کسب کند و آموزش‌های لازم جهت مراقبت بعد از عمل را نیز فرا گیرد.[۸]

## ویژگی‌های فردی مورد نیاز

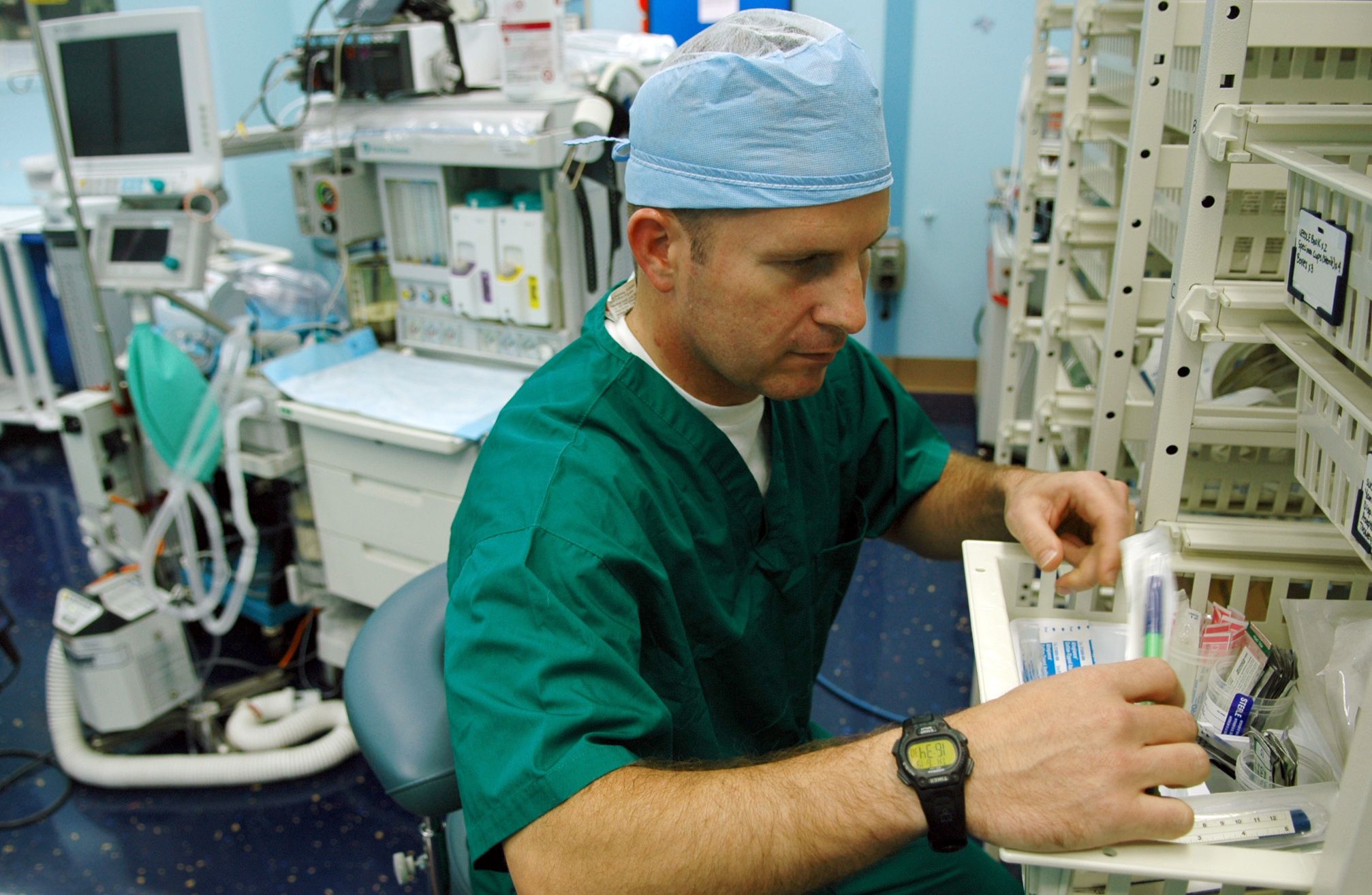
فرد سیرکولار یا سیار در اتاق عمل

فردی که به عنوان تکنولوژیست اتاق عمل شناخته می‌شود، باید شایسته نگرش مراقبتی نسبت به بیمار و دیگر اعضای تیم جراحی و محیط داشته باشد. این فرد به عنوان عضوی از تیم جراحی در اتاق عمل باید قادر باشد با سرعت و دقت به جزئیات توجه کند.
- قادر به اولویت بندی مسائل در شرایط اورژانس و پراسترس باشد (تریاژ بیمارستانی)، بنابراین در این رشته نیاز به افرادیست که احساس مسئولیت شدید و شخصیت باثبات داشته، علاقمند به کمک به دیگران بوده و به نیازهای بیمار و دیگر اعضای تیم جراحی حساس باشند.[۷]
- از آن جا که کار در اتاق عمل نیاز به ایستادن در مدت زمان طولانی و توانائی برای جابجایی و بلند کردن اشیاء سنگین دارد و فرد را در معرض مناظر و بوهای ناخوشایند و مواد خطرناک قرار می‌دهد، فرد باید توانایی جسمی لازم را داشته باشد.

## آینده شغلی
کارشناسان اتاق عمل پس از کسب پروانه کار(لیسانس اتاق عمل) قادر خواهند بود در بخش‌های جراحی، اتاق عمل، ریکاوری، مراکز جراحی سرپایی، مراکز اورژانس، درمانگاه‌ها، بیمارستان‌ها و کلینیک‌ها و مطب‌ها، مراکز آندوسکوپی، مراکز لیزر تراپی، رادیولوژی، واحدهای جراحی سیار که به صورت دولتی یا خصوصی اداره می‌گردند، به کار مشغول باشند.
دانش آموختگان این رشته جایگاه خود را در عرصه‌های مختلف جراحی مشخص و تثبیت خواهند نمود و نه تنها به عنوان یک کارشناس مسایل عمومی اتاق عمل بلکه به صورت اختصاصی نیز قادر به ارائه خدمات اثر بخشی و مقرون به صرفه در جهت اعتلای سطح سلامت جامعه و بهبود کیفیت اعمال جراحی خواهند بود و در سطح کشور و بین‌المللی مطرح خواهند شد.

## نگارخانه

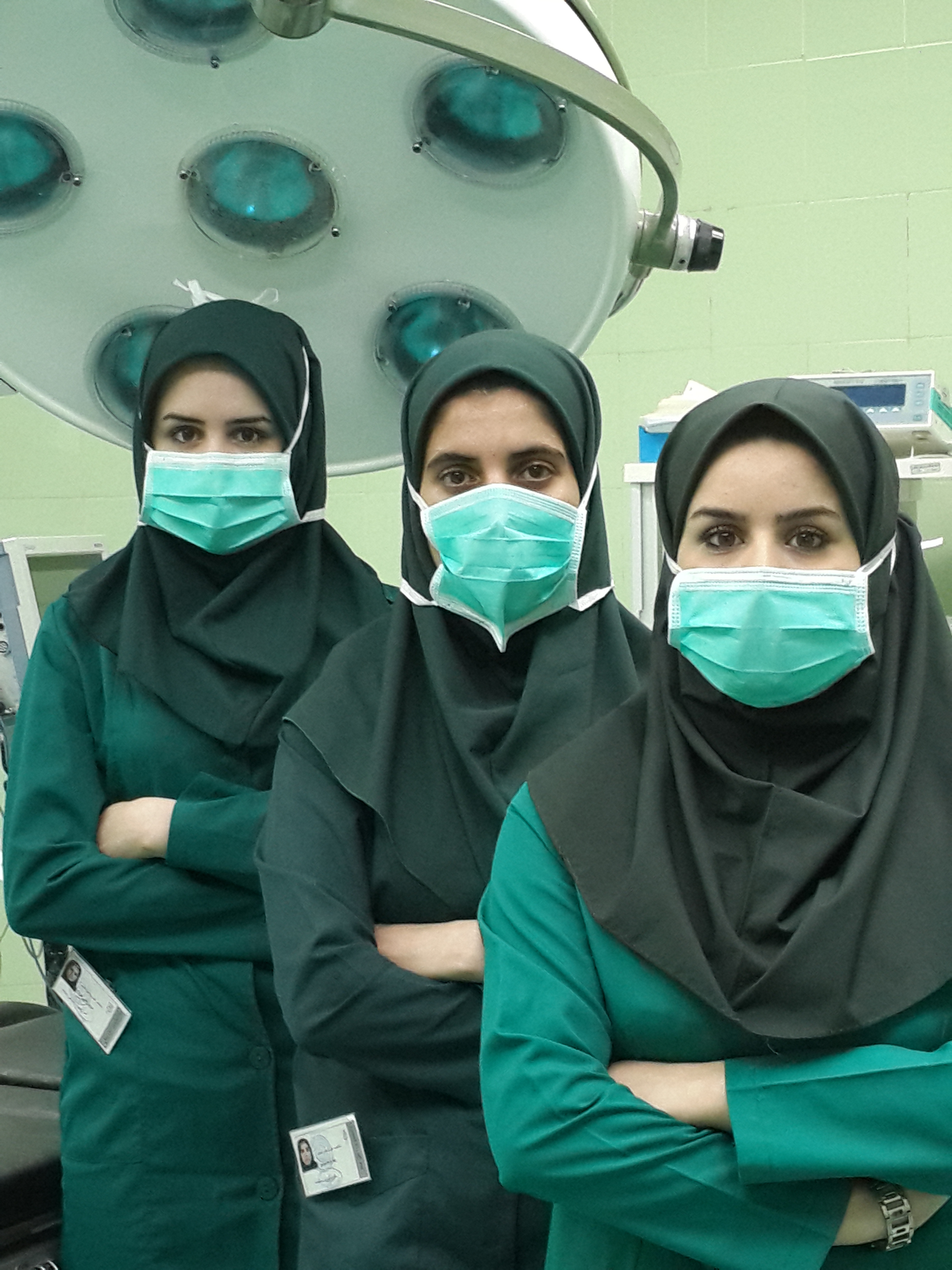
فرد سیار
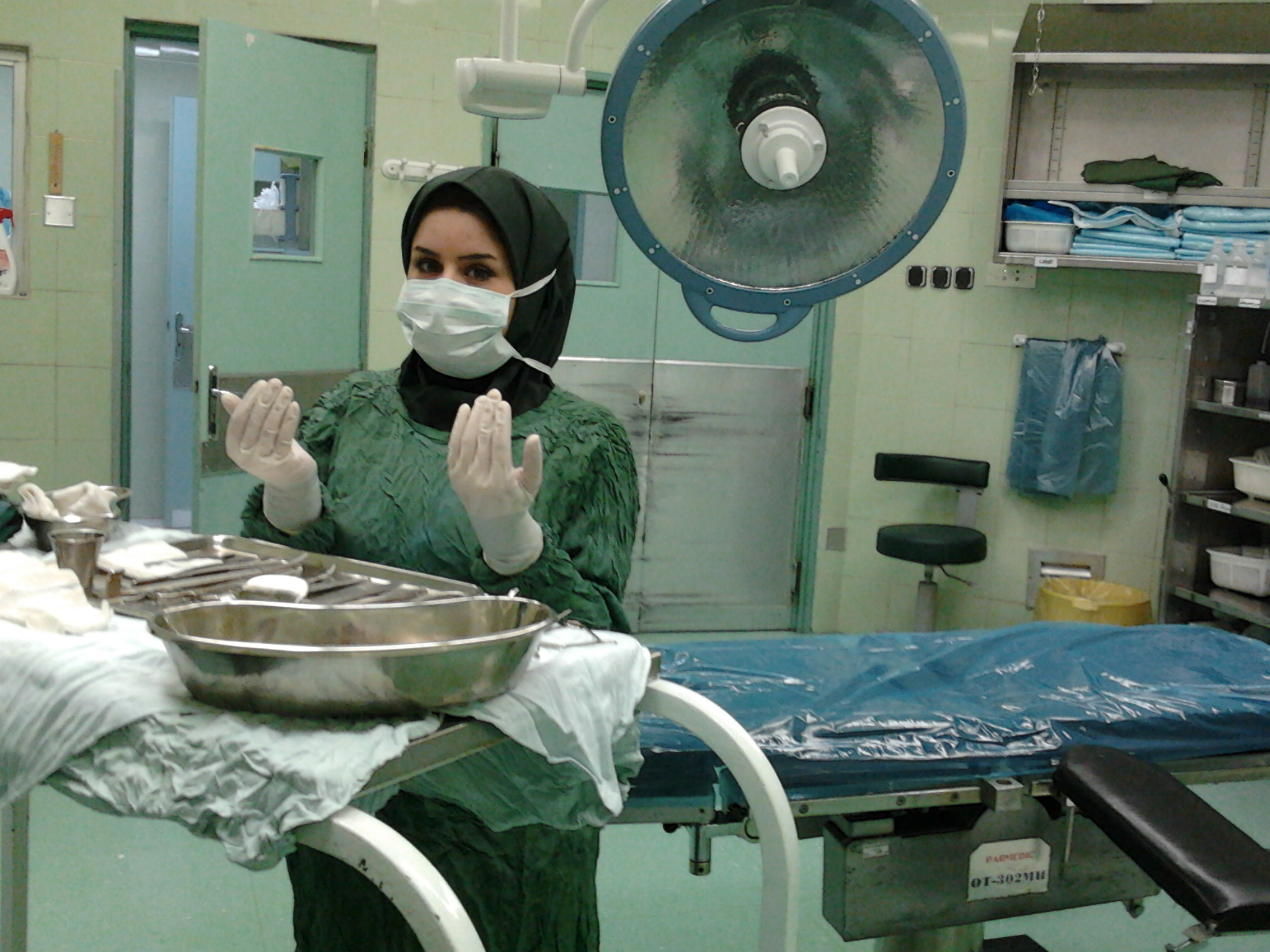
گان جراحی
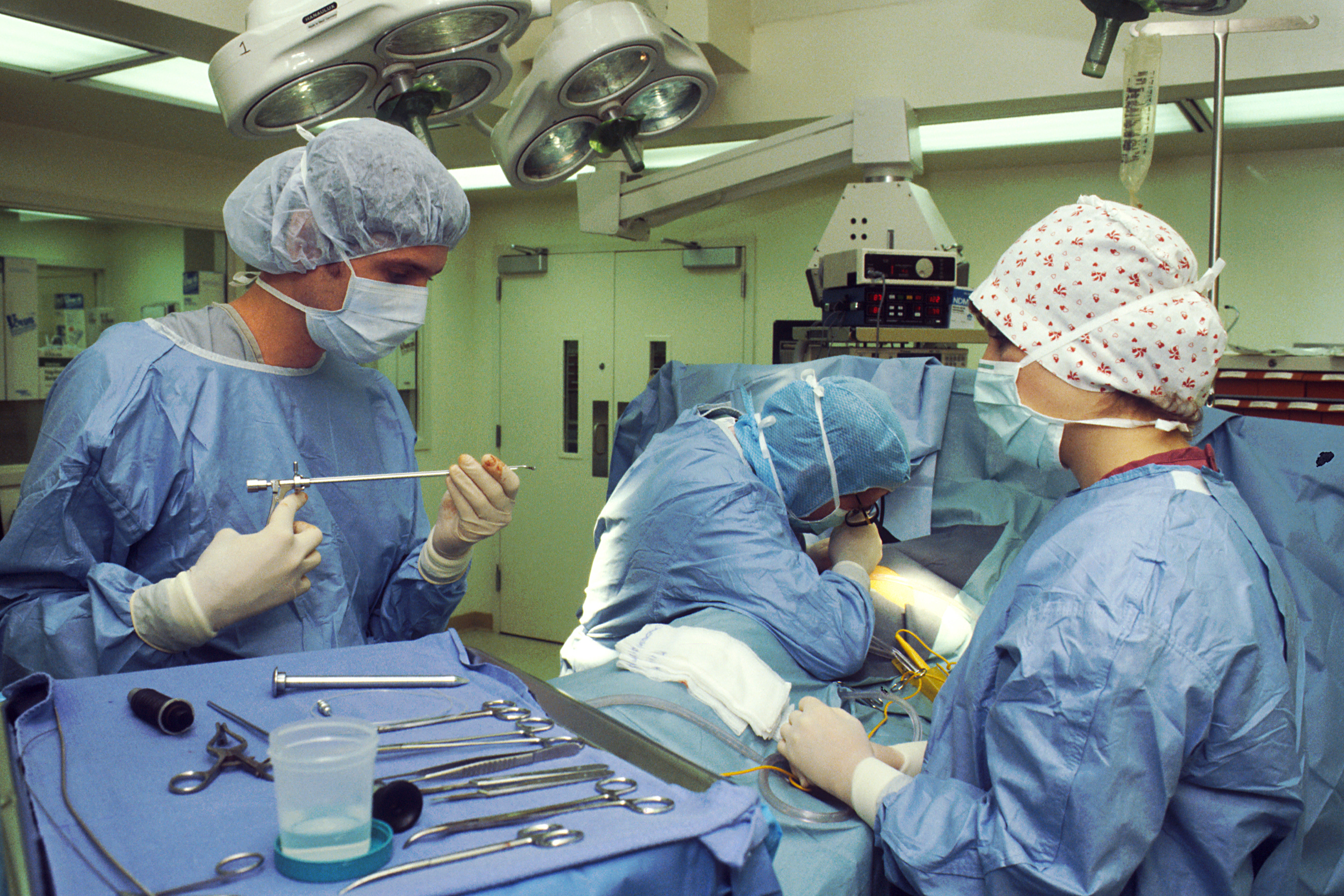
حضور کارشناس اتاق عمل در کنار تیم جراحی حین عمل توراکوسکوپی
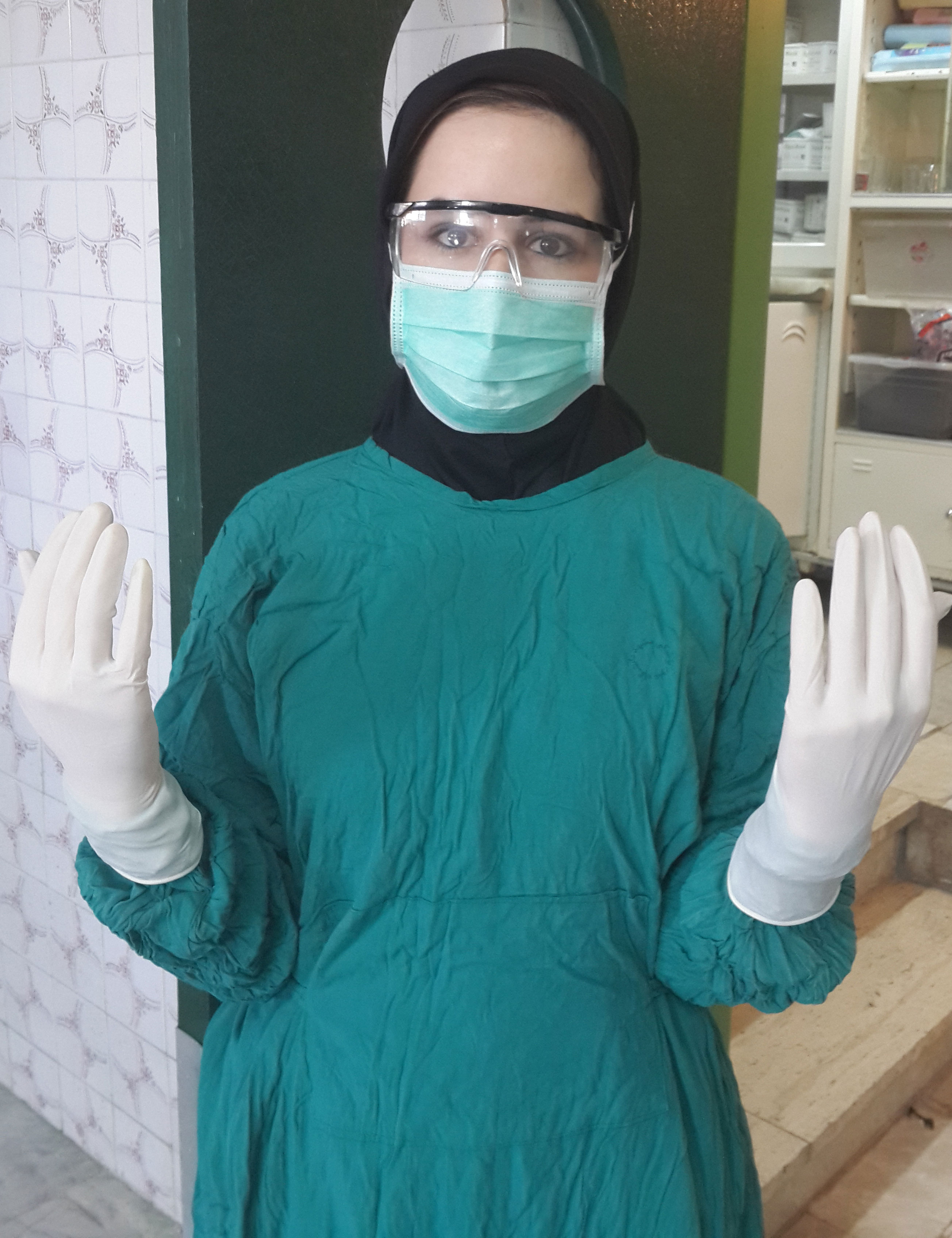
گان سبز جراحی
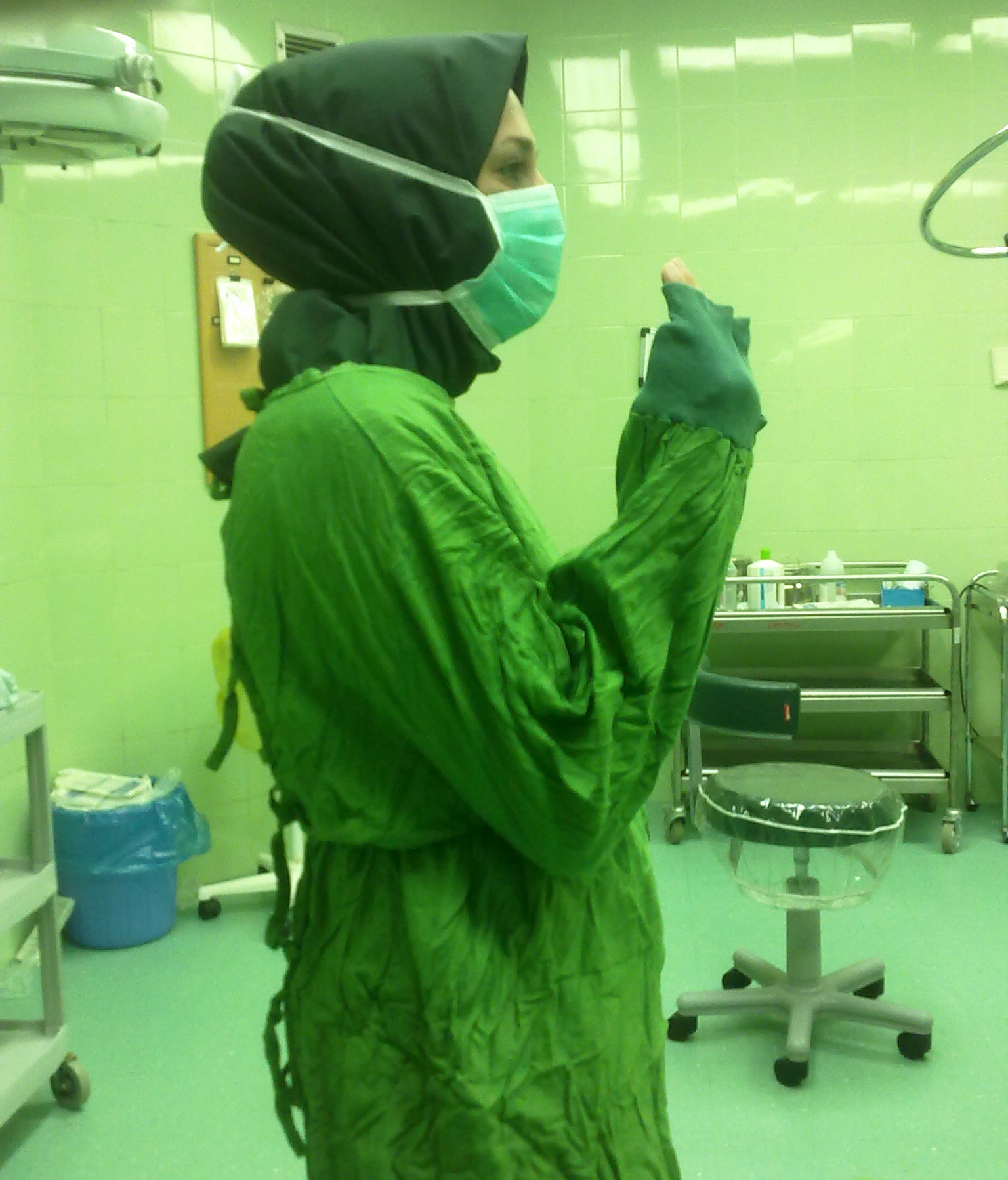
گان جراحی
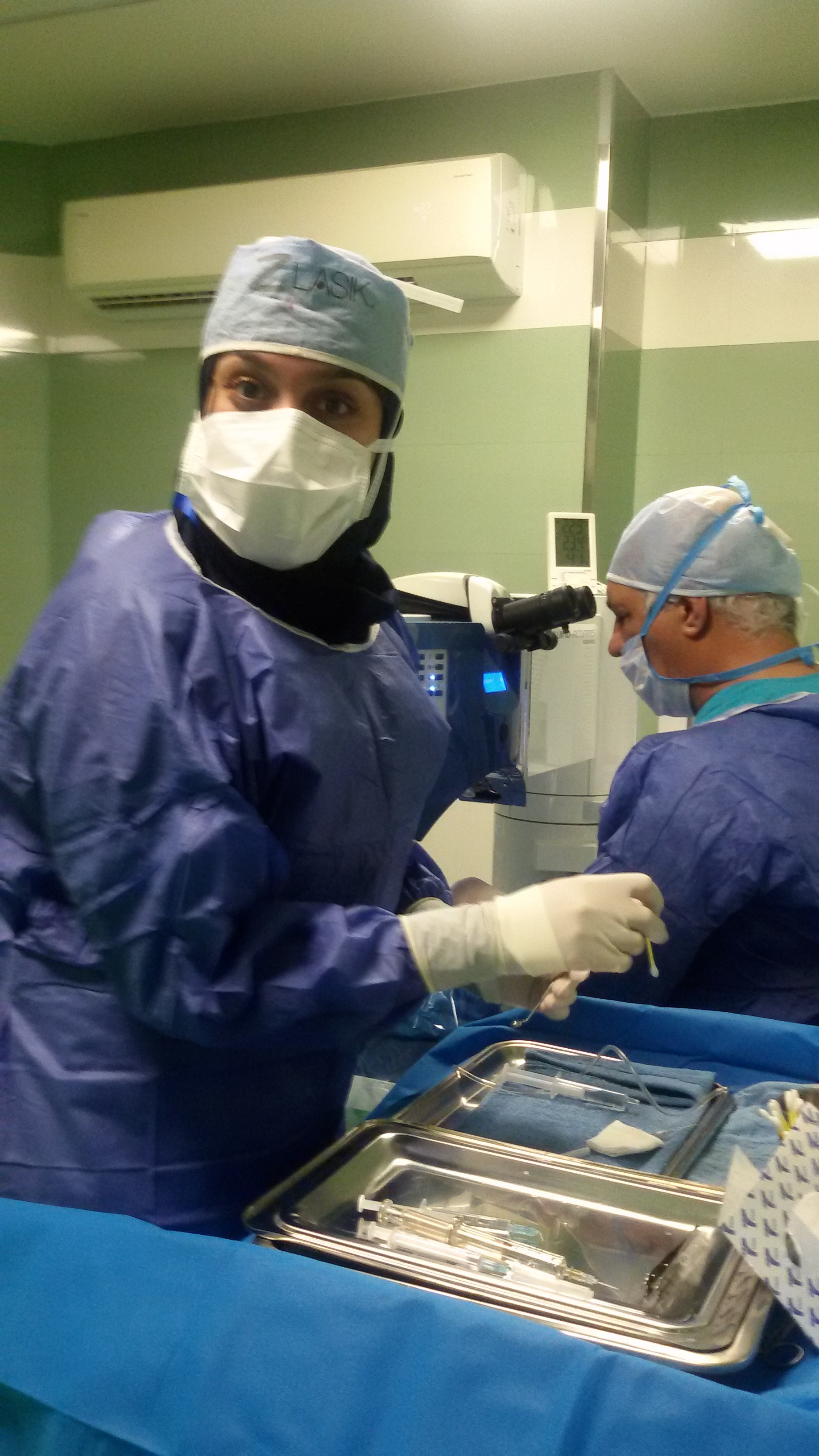
فرد اسکراب